# EFAF Cup 2005
Navigation
Édition précédente Édition suivante
L'EFAF Cup 2005 est la 4e édition de l'EFAF Cup.

## Clubs participants
| Club                     | Pays        | Saison 2004                                   |
| ------------------------ | ----------- | --------------------------------------------- |
| Avedøre Monarchs         | Danemark    | Champion du Danemark Poule EFL                |
| Carlstad Crusaders       | Suède       | Vice-champion de Suède Poule EFL              |
| Danube Dragons           | Autriche    | Championnat d'Autriche Poule EFAF Cup         |
| Eidsvoll 1814s           | Norvège     | Champion de Norvège                           |
| Hohenems Blue Devils     | Autriche    | Championnat d'Autriche                        |
| Mercenaries de Marbourg  | Allemagne   | Demi-finaliste du championnat d'Allemagne     |
| PA Knights               | Royaume-Uni | Champion du Royaume-Uni Finaliste EFAF Cup    |
| Schwäbisch Hall Unicorns | Allemagne   | Quart de finaliste du championnat d'Allemagne |
| Templiers d'Élancourt    | France      | Demi-finaliste du championnat de France       |
| Winterthur Warriors      | Suisse      | Vice-champion de Suisse                       |
| Zurich Renegades         | Suisse      | Champion de Suisse Poule EFAF Cup             |

## Calendrier / Résultats
| Qualifié pour les demi-finales |

### Groupe A
| Groupe A           |       |      |      |      |     |          |            |       |
| Club               | Jour. | Vic. | Nuls | Déf. | Pts | Pts pour | Pts contre | Diff. |
| Carlstad Crusaders | 2     | 2    | 0    | 0    | 6   | 58       | 32         | +26   |
| Eidsvoll 1814s     | 2     | 1    | 0    | 1    | 3   | 35       | 34         | +1    |
| Avedøre Monarchs   | 2     | 0    | 0    | 2    | 0   | 20       | 47         | -27   |

- 23 avril 2005 :

Monarchs 10 - 34 Crusaders
- 30 avril 2005 :

Crusaders 24 - 22 1814’s
- 7 mai 2005 :

1814’s 13 - 10 Monarchs

### Groupe B
| Groupe B              |       |      |      |      |     |          |            |       |
| Club                  | Jour. | Vic. | Nuls | Déf. | Pts | Pts pour | Pts contre | Diff. |
| Templiers d'Élancourt | 2     | 1    | 0    | 1    | 3   | 38       | 26         | +12   |
| PA Knights            | 2     | 1    | 0    | 1    | 3   | 26       | 38         | -12   |

- 17 avril 2005 :

Knights 20 - 6 Templiers
- 15 mai 2005 :

Templiers 32 - 6 Knights

### Groupe C
| Groupe C                 |       |      |      |      |     |          |            |       |
| Club                     | Jour. | Vic. | Nuls | Déf. | Pts | Pts pour | Pts contre | Diff. |
| Schwäbisch Hall Unicorns | 2     | 2    | 0    | 0    | 6   | 100      | 48         | +52   |
| Winterthur Warriors      | 2     | 1    | 0    | 1    | 3   | 82       | 74         | +8    |
| Danube Dragons           | 2     | 0    | 0    | 2    | 0   | 60       | 120        | -60   |

- 9 avril 2005 :

Warriors 20 - 42 Unicorns
- 16 avril 2005 :

Unicorns 58 - 28 Dragons
- 30 avril 2005 :

Dragons 32 - 62 Warriors

### Groupe D
| Groupe D                |       |      |      |      |     |          |            |       |
| Club                    | Jour. | Vic. | Nuls | Déf. | Pts | Pts pour | Pts contre | Diff. |
| Mercenaries de Marbourg | 2     | 2    | 0    | 0    | 6   | 63       | 30         | +33   |
| Hohenems Blue Devils    | 2     | 1    | 0    | 1    | 3   | 67       | 48         | +19   |
| Zurich Renegades        | 2     | 0    | 0    | 2    | 0   | 9        | 61         | -52   |

- 29 avril 2005 :

Mercenaries 42 - 27 Blue Devils
- 30 avril 2005 :

Renegades 3 - 21 Mercenaries
- 15 mai 2005 :

Blue Devils 40 - 6 Renegades

### Demi-finales
- 5 juin 2005 :

Templiers 22 - 6 Crusader
Unicornes 36 - 48 Mercenaries

### Finale
- 26 juin 2005 à Élancourt au Stade Guy-Boniface devant 2500 spectateurs[1] :

Templiers 14 - 49 Mercenaries